# Sphecomorpha rufa
Sphecomorpha rufa är en skalbaggsart som beskrevs av Pierre Émile Gounelle 1911. Sphecomorpha rufa ingår i släktet Sphecomorpha och familjen långhorningar. Inga underarter finns listade i Catalogue of Life.